# 12498 Dragesco
12498 Dragesco è un asteroide della fascia principale. Scoperto nel 1998, presenta un'orbita caratterizzata da un semiasse maggiore pari a 2,6689087 au e da un'eccentricità di 0,2534090, inclinata di 13,24991° rispetto all'eclittica.
L'asteroide è dedicato al biologo e astronomo amatoriale romeno Jean Dragesco.